# Biesterfelder Renette

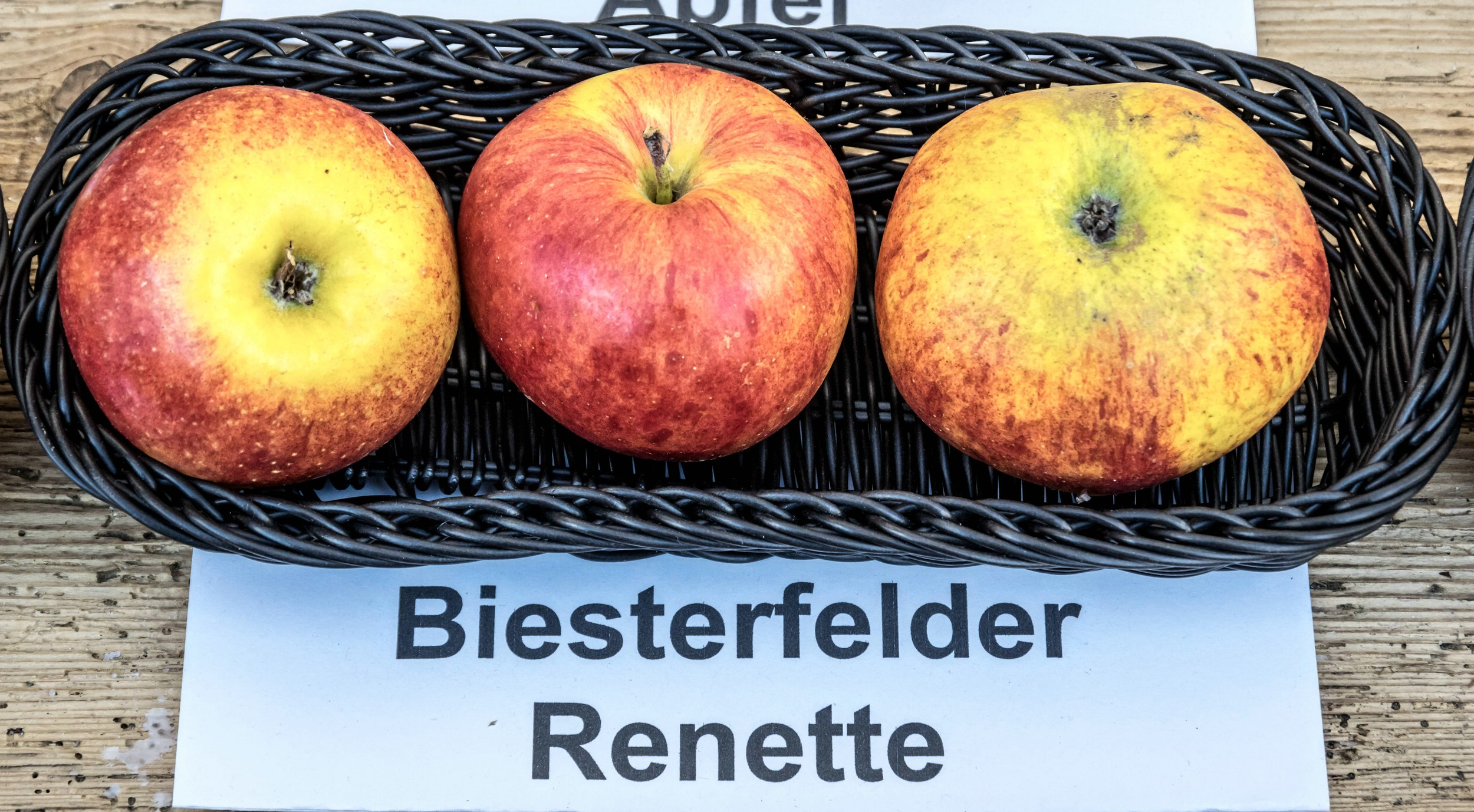
Bilder der Früchte

Die Biesterfelder Renette oder Biesterfelder Goldrenette ist eine Sorte des Kulturapfels (Malus domestica). Sie zählt zu den alten Obstsorten und wurde 1850 als Zufallssämling auf Schloss Biesterfeld bei Lügde gefunden. Pfarrer Wilhelm Wilms aus Nieheim in Westfalen beschreibt sie 1904 erstmals und verbreitet sie weiter. Heute ist diese Sorte in ganz Deutschland im Streuobst verbreitet.

## Wuchs und Ansprüche
Der Baum ist im Wuchs kräftig und starkwüchsig. Er ist reichtragend und sehr anspruchslos. Am Standort bildet er breit ausladende Kronen mit gesundem Wuchs. Die Widerstandsfähigkeit gegen Schorf zeichnet ihn aus.
Die Biesterfelder Renette liebt feuchte, mittelschwere Lehm- bis sandige Lehmböden. Auf nassen Böden ist die Sorte Krebsanfällig. Besonders für Höhenlagen geeignet.

## Fruchteigenschaften
Die Früchte des Apfels sind mittelgroß bis groß. Die Form ist kugelig bis hochkugelig und leicht gerippt.
Die grüne Grundfarbe verändert sich bei längerer Lagerung in ein sattes Gelb mit sonnenseitig intensiv leuchtend kirschroten verwaschen wirkenden Streifen. Sie ist mit zahlreichen kleinen grünen Punkten übersät. Der Kelch ist geschlossen und liegt in tiefer, etwas unregelmäßiger, leicht rippiger Einsenkung. Der Stiel ist kurz bis mittellang, in mäßig tiefer Einsenkung.
Das Fruchtfleisch ist gelblich und sehr saftig, mürbe und schmackhaft. Es erinnert stark an den Gravensteiner, duftet und ist im Geschmack angenehm süßweinig und fein würzig.
Geerntet werden die Früchte ab Mitte bis Ende September. Genußreif ist dieser Apfel September bis Ende Oktober; danach wird er mürbe.

## Besondere Eigenschaften des Baumes
Laut Franz Mühl ist die Biesterfeder Renette ein schlechter Pollenspender, da die Sorte triploid sei.